# Razisea
Razisea là chi thực vật có hoa trong họ Acanthaceae.